# Bobby Stark
Bobby Stark (* 6. Januar 1906 in New York; † 29. Dezember 1946 ebenda) war ein Jazztrompeter des Hot Jazz und des Swing. Er spielte in der Band von Chick Webb.

## Leben und Wirken
Stark hatte zunächst in New York Engagements bei June Clark (1925) und einer frühen Ausgabe von McKinney’s Cotton Pickers. 1926 und 1927 spielte er bei Chick Webb. Von 1928 bis 1933 wurde er durch Fletcher Hendersons Orchester ein recht bekannter Solist (wie in den Titel Hop Off, I’m Feeling Devilish, Feeling Good, The Wang Wang Blues zu hören). Er wirkte auch an Aufnahmen der Chocolate Dandies (Dee Blues, Bugle Call Rag, 1930) mit und kam 1934 in Chick Webbs Orchester zurück (Midnite in Madhouse, Clap Hands Here Comes Charlie, 1937). Stark blieb auch in Webbs Band, als Ella Fitzgerald die Leitung der Band nach Webbs Tod 1939 übernahm. 1942 leistete er seinen Wehrdienst, wurde jedoch bald wegen Krankheit aus der Armee entlassen. 1944 arbeitet er mit Garvin Bushell; seine letzten Plattenaufnahmen entstanden 1944 mit Herbie Fields und 1945 mit Benny Morton.
Stark war stark von Louis Armstrong beeinflusst, entwickelte jedoch im Laufe der 1930er Jahre eine persönliche Spielweise, gekennzeichnet von einer Hot-Intonation.